# Josephine Tey
Elizabeth Mackintosh (pseudónimos Josephine Tey y Gordon Daviot) (Inverness, 25 de julio de 1896 - Londres, 13 de febrero de 1952) fue una escritora escocesa, novelista y dramaturga, especialmente conocida por  sus novelas de misterio.

## Biografía
Nació en la localidad escocesa de Inverness, el 25 de julio de 1896. Era la mayor de las tres hijas del frutero Colin Mackintosh y la antigua profesora Josephine Horne Mackintosh. Asistió a la Academia Real de Inverness y a la Universidad de Birmingham. Enseñó educación física en varias escuelas de Inglaterra y Escocia, aunque en 1926 se estableció de nuevo en Inverness para cuidar a su padre, comenzando entonces su carrera como escritora.
La mayor parte de los libros de Mackintosh fueron escritos bajo el pseudónimo de Josephine Tey. Josephine era el nombre de su madre y Tey el apellido de su abuela.
El protagonista de cinco de sus novelas de misterio es el inspector de Scotland Yard Alan Grant. En su obra más conocida, The Daughter of Time, resuelve, mientras permanece internado en un hospital, el misterio del asesinato en el siglo XV de los sobrinos del rey Ricardo III de Inglaterra, a quien exonera de toda culpabilidad. En 1990, esta novela fue elegida como la mejor novela de misterio de todos los tiempos por la asociación británica Crime Writers' Association. Otra novela suya, The Franchise Affair, fue también incluida en esa misma lista, en el puesto undécimo.
Además escribió varias obras de teatro bajo el nombre de Gordon Daviot y cuatro de ellas se produjeron en vida de ella. Richard of Bordeaux fue la que más éxito obtuvo: permaneció en cartel durante catorce meses.
Josephine Tey pertenece por razones cronológicas a la llamada Edad de oro de las novela de misterio, pero tanto su detective (el inspector Grant) como los temas que trata la sitúan relativamente lejos de otros escritores británicos de esa época. Grant es, por ejemplo, presentado como una persona muy real y nada estereotipada, alejada de los arquetipos populares en muchas novelas de la "Golden Age", como por ejemplo el Hércules Poirot de Agatha Christie. Las novelas de misterio de Josephine Tey, minuciosa y rigurosamente documentadas, rehúyen los tópicos sobreexplotados y forman también un conjunto relativamente distante de los patrones habituales en el relato policial de esa época. La hija del tiempo, por ejemplo, podría pasar por una investigación o estudio académico sobre los prejuicios acumulados por la historia y la literatura y de hecho uno de sus personajes principales es un historiador. Y en The franchise affair la investigación intenta simplemente desarmar y desvelar los motivos del falso testimonio de una joven, al parecer secuestrada y maltratada, que imputa a una madre y su hija, para lo cual se inspiró en un caso real del siglo XVIII. En efecto, el fondo histórico y la descomposición de la mentira son unos elementos constantes en su obra.

## Publicaciones

### Novelas de misterio

#### Novelas del inspector Alan Grant
- The Man in the Queue (or Killer in the Crowd) (1929) [como Gordon Daviot][3]
- A Shilling for Candles (Un chelín para velas) (1936) [como Josephine Tey][4] (Base para la película de Hitchcock de 1937 Young and Innocent)
- To Love and Be Wise (Amar y ser sabio) (1950)
- The Daughter of Time  (La hija del tiempo) (1951)
- The Singing Sands (1952) (basada en la leyenda de la Ciudad de los pilares)

#### Otras
- Miss Pym Disposes (La señorita Pym dispone) (1946) [as Josephine Tey][4]
- The Franchise Affair (El caso de Betty Kane)(1948) (El inspector Grant aparece como personaje secundario) (llevada al cine en 1950 protagonizada por Michael Denison y Dulcie Gray)
- Brat Farrar (Patrick ha vuelto) (o Come and Kill Me) (1949)

### Otras novelas
- Kif: An Unvarnished History (1929) [como Gordon Daviot]
- The Expensive Halo (1931)
- The Privateer (1952)

### Biografía
- Claverhouse (1937) [como Gordon Daviot] (la vida en el siglo XVII de John Graham, I vizconde de Dundee)

### Obras de teatro
- Richard of Bordeaux (1932)[4]
- The Laughing Woman  (1934)

## Dramatizaciones en radio y televisión
- The Man in the Queue: trasmitido en 1955, adaptado por H.B. Fortuin.
- A Shilling For Candles: trasmitido en 1954, 1963 y 1969, adaptado por Rex Rienits; en 1998, adaptado por John Fletcher.
- Miss Pym Disposes: trasmitido en 1952, adaptado por Jonquil Antony; y 1987, adaptado por Elizabeth Proud.
- The Franchise Affair: trasmitido en 1952, 1970 y 2005.
- The Franchise Affair: televisado en 1958 (Robert Hall), serial en 1962 (Constance Cox) y 1988 (James Andrew Hall).
- Brat Farrar: trasmitido en 1954, 1959 y 1980 (todos adaptados por Cyril Wentzel).
- Brat Farrar: televisado en 1986, adaptado por James Andrew Hall.
- The Daughter of Time: trasmitido en 1952 (guionista no acreditado) y 1982 (Neville Teller).
- The Singing Sands: trasmitido en 1956 (Bertram Parnaby); televisado en 1969 (James MacTaggart).

Fuente: Archivo de Radio Times.